# アマル・ジャワン・ジョティ
アマル・ジャワン・ジョティ（ヒンディー語: अमर वजान ज्योति）（日本語訳：不滅戦士の炎）は1971年の第三次印パ戦争後、戦争中に没したインド軍の戦死者や無名戦士を追悼するために建設されたインドの記念碑である。1971年12月に建設され、1972年にインディラ・ガンジー隣席の下落成した。アマル・ジャワン・ジョティはニューデリーのラジパースのインド門の下にあり、大理石の台座の上に慰霊碑が置かれている。慰霊碑の四方は「アマル・ジャワン」（不滅戦士）と金色で刻まれており、その上にはL1A1自動小銃が立て置かれ、その上には軍用ヘルメットが乗っている。台座は4つの壷で囲まれており、そのうちのひとつには絶えず燃え続ける炎がある。

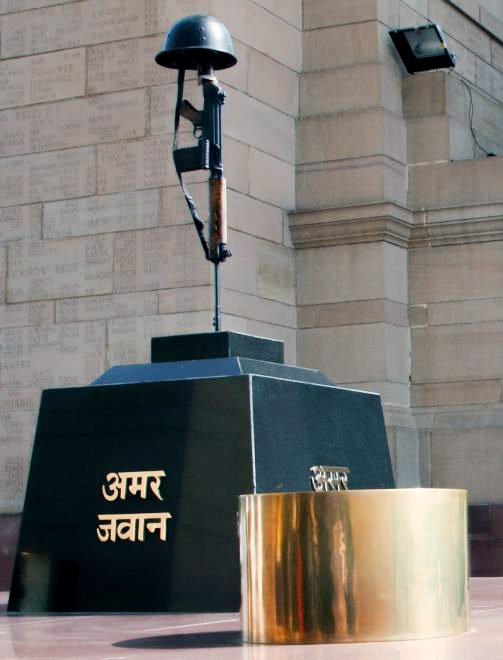
無名戦士のヘルメットが被せられたL1A1自動小銃が置かれた慰霊碑

## 歴史
1971年12月3日から1971年12月16日（ダッカ陥落）までの間、インドは東パキスタンの独立戦争でパキスタンと軍事的に対立した（第三次印パ戦争）。バングラデシュの建国はインドの援助を受けており、その過程で多くのインド兵が命を落とした。第三次印パ戦争後の12月、インディラ・ガンジー首相（当時）は、パキスタンに侵攻して戦死した無名戦士を追悼するため、インド門の下に「アマル・ジャワン・ジョティ」を建立するための予算を補助した。1972年1月26日（第23回インド共和国記念日）、インディラ・ガンジーによって正式に記念碑が落成した。
1972年以降、毎年共和国記念日（共和国記念日のパレードの前）には、大統領、首相、航空幕僚長、海軍幕僚長、陸軍幕僚長、高官がアマル・ジャワン・ジョティにリースを置き、死者や無名戦士に敬意を表するのが慣例となっている。2020年、インドのナレンドラ・モディ首相は共和国記念日の際、インド門の代わりに国立戦争記念碑にリースを置いた。
主要建造物であるインド門は、1921年にエドウィン・ラッチェンスによって建設された物である。1971年にインド門の下にアマル・ジャワン・ジョティが追加された。

## 建築・構造
アマル・ジャワン・ジョティはニューデリーのラジパースのインド門のアーチ下にある。大理石の台座からなり、その上に慰霊碑が置かれている。慰霊碑の四方には「アマル・ジャワン」（不滅兵士）が金色で刻まれており、その上にはL1A1自動小銃が置かれており、その銃身には「無名兵士」のヘルメットが被せられている。台座は4つの壷で囲われており、そのうちの1つには1971年からCNGを使用した炎が燃え続けている。 炎の管理責任者はアーチ下の部屋で、燃え続ける炎の隣に住んでいる。 1971年から2006年まではLPGを燃料とし、2006年からはCNGを燃料としている。4つの壷にはそれぞれ炎が出るが、1年を通して4つの炎のうちひとつだけが燃やされる。インドの独立記念日と共和国記念日には、すべての壺が同時に点火される。 アマル・ジャワン・ジョティはインド陸軍、空軍、海軍の兵士によって24時間体制で有人警備されている。

## 重要性

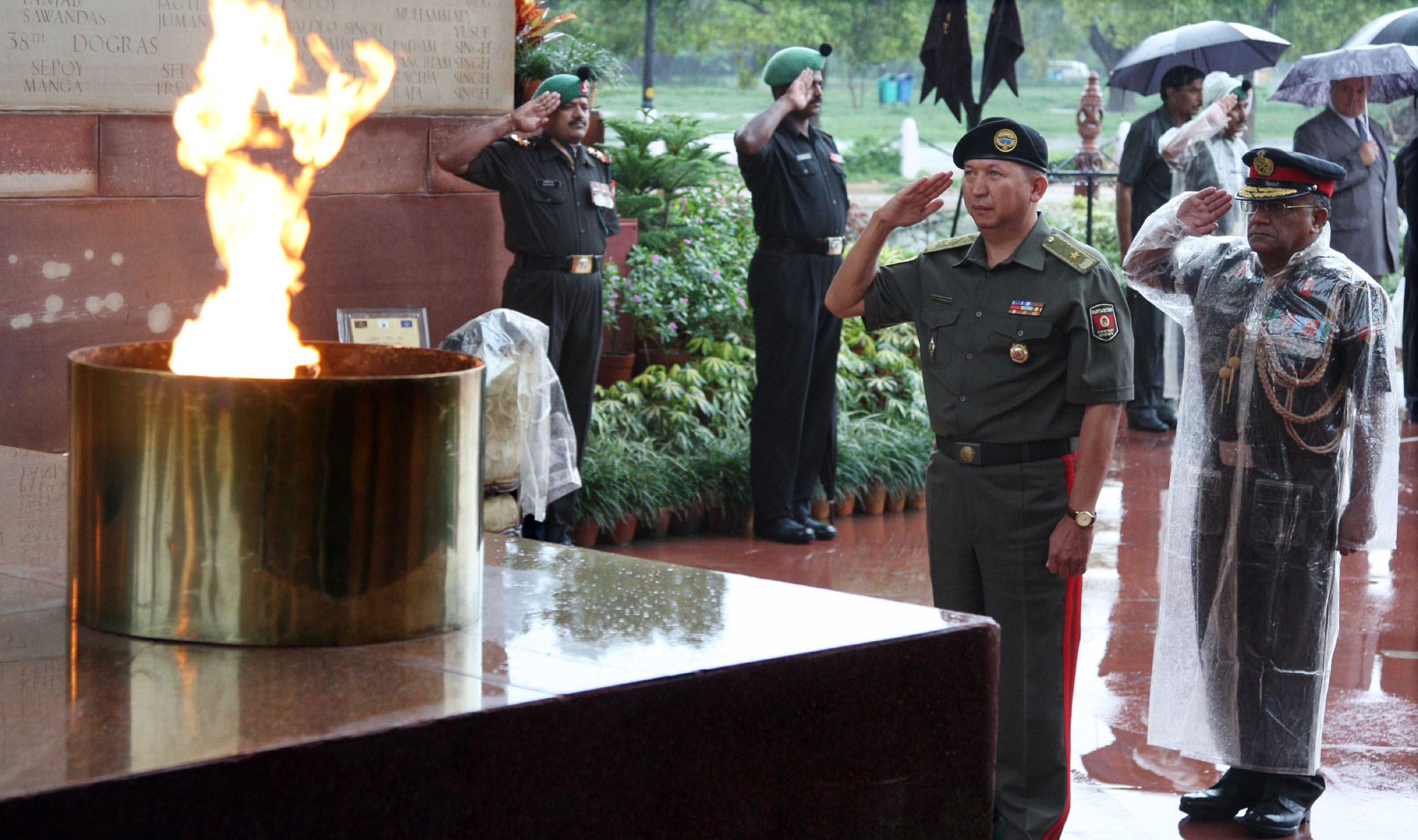
2011年9月9日、ニューデリーのアマル・ジャワン・ジョティで敬礼するキルギスのアビブッラー・クダイベルディエフ国防相（当時）

1971年の第三次印パ戦争後に建設されたアマル・ジャワン・ジョティは、バングラデシュの独立をもたらした紛争で命を落とした死者と無名戦士を記念している。燃え盛る炎は不滅とされている。